# 詹姆斯·恩尼斯
詹姆斯·阿弗雷德·恩尼斯三世（1990年7月1日—）為美國男子籃球運動員，場上位置為小前锋，現效力於台灣職業籃球大聯盟福爾摩沙夢想家。

## 職業生涯
2013年6月27日，恩尼斯在2013年NBA选秀以第二輪第50順位被亚特兰大老鹰選中，後續迈阿密热火於選秀日當天以未來次輪選秀權交易至亚特兰大老鹰，換取恩尼斯議約權。8月10日，恩尼斯加盟國家籃球聯賽伯斯野貓。
2014年7月15日，迈阿密热火以複數年合約簽下恩尼斯。
2015年11月10日，迈阿密热火將恩尼斯與馬利歐·查莫斯交易至孟菲斯灰熊，換取贾内尔·斯托克斯與贝诺·乌德里。12月4日，恩尼斯被下放至愛荷華能量。
2016年3月2日，孟菲斯灰熊裁掉恩尼斯。3月6日，恩尼斯加入愛荷華能量。3月30日，新奥尔良鹈鹕以10天合約簽下恩尼斯。7月13日，孟菲斯灰熊以兩年合約簽下恩尼斯。
2018年2月8日，孟菲斯灰熊將恩尼斯交易至底特律活塞，換取布赖斯·约翰逊與2022年NBA選秀次輪選秀權。7月13日，休斯敦火箭以兩年合約簽下恩尼斯。
2019年2月7日，休斯敦火箭將恩尼斯交易至费城76人，換取2021年NBA選秀次輪選秀互換權。7月12日，费城76人宣布續約恩尼斯。
2020年2月6日，费城76人將恩尼斯交易至奥兰多魔术，換取2020年NBA選秀次輪選秀權。11月25日，奥兰多魔术宣布續約恩尼斯。
2021年12月29日，布鲁克林篮网以10天合約簽下恩尼斯。
2022年1月10日，丹佛掘金以10天合約簽下恩尼斯。3月7日，恩尼斯加盟以色列籃球超級聯賽海法夏普爾。8月22日，恩尼斯加盟VTB聯賽薩馬拉。
2025年1月24日，恩尼斯加盟B2聯賽鹿兒島列布尼斯。7月30日，恩尼斯加盟台灣職業籃球大聯盟福爾摩沙夢想家。

## 外部連結
- 詹姆士·恩尼斯三世在fiba.basketball（英语）
- 詹姆士·恩尼斯三世在NBA官網（英语）
- 詹姆士·恩尼斯三世在NBA G聯盟官網（英语）
- 詹姆士·恩尼斯三世在VTB聯賽官網（英语）
- 詹姆士·恩尼斯三世在俄羅斯籃球協會官網（俄语）
- 詹姆士·恩尼斯三世在B.LEAGUE官網（日语）
- 詹姆士·恩尼斯三世在Basketball-Reference.com（NBA）（英语）
- 詹姆士·恩尼斯三世在Basketball-Reference.com（NBA G聯盟）（英语）
- 詹姆士·恩尼斯三世在Basketball-Reference.com（國際）（英语）
- 詹姆士·恩尼斯三世在Sports-Reference.com（NCAA）（英语）
- 詹姆士·恩尼斯三世在ESPN（NBA）（英语）
- 詹姆士·恩尼斯三世在Eurobasket.com（球員）（英语）
- 詹姆士·恩尼斯三世在Proballers（英语）
- 詹姆士·恩尼斯三世在RealGM（球員）（英语）